# جایولا
جایولا (به ایتالیایی: Gaiola) یک کومونه در ایتالیا است که در استان کونیو واقع شده‌است.

## خصوصیات
جایولا ۵٫۰ کیلومترمربع مساحت و ۵۹۲ نفر جمعیت دارد و ۶۹۲ متر بالاتر از سطح دریا واقع شده‌است.